# Atopsyche pachacutec
Atopsyche pachacutec är en nattsländeart som beskrevs av Schmid 1989. Atopsyche pachacutec ingår i släktet Atopsyche och familjen Hydrobiosidae. Inga underarter finns listade i Catalogue of Life.